# 慕容蘭
慕容蘭（？—356年），五胡十六国時代前燕人物。
356年十月，慕容蘭作为前燕将领率兵数万屯守汴城。慕容蘭率军攻打汴城周边。東晋徐州刺史荀羨于是進軍東阿。慕容蘭与之交战，被荀羨击斩。